# 해운대 연인들
《해운대 연인들》은 2012년 8월 6일부터 2012년 9월 25일까지 KBS 2TV에서 방송되었던 월화 드라마이다. 부산광역시에서 올로케이션으로 촬영되었다.

## 등장 인물

### 주요 인물
- 김강우 : 이태성/남해 역
- 조여정 : 고소라 역
- 정석원 : 최준혁 역
- 남규리 : 윤세나 역
- 강민경 : 황주희 역

### 이앤조 법무 법인
- 최상훈 : 이세조 역

### 삼촌 수산
- 임하룡 : 고중식 역
- 이재용 : 이순신 역
- 박상면 : 부영도 역
- 건일 : 이동백 역
- 소연 : 이관순 역
- 김태현 : 강민구 역

### 해운대 호텔
- 김혜은 : 육탐희 역
- 김영옥 : 심말년 역
- 고규필 : 양가준 역

### 특별출연
- 이미영
- 김준호
- 고인범 : 양만호 역
- 장도연
- 백재진 : 송영섭 역
- 송민형 : 조대현 역
- 한태일 : 손용대 역
- 성동일
- 오초희 : 오종철의 여자친구 역
- 성민수 : 김검사 역
- 문혁 : 양가죽 역
- 김형범
- 허남성
- 윤관우
- 강석철 : 형사 역
- 김겨울

## 결방 사유 및 편성 변경
- 2012년 9월 11일 : 제12회 방송분은 2014 브라질 월드컵 아시아 최종예선 중계로 결방[2][3]
- 2012년 9월 24일 : 밤 10시부터 2회 연속방송 (14회, 15회)

## 시청률
최저 시청률과 최고 시청률은 시청률 조사회사와 지역별로 시청률에 차이가 있을 수 있습니다.
| 2012년 | 2012년   | 2012년         | 2012년       | 2012년         | 2012년       |
| 회차   | 방송일   | TNmS 시청률    | TNmS 시청률  | AGB 시청률     | AGB 시청률   |
| 회차   | 방송일   | 대한민국(전국) | 서울(수도권) | 대한민국(전국) | 서울(수도권) |
| ------ | -------- | -------------- | ------------ | -------------- | ------------ |
| 제1회  | 8월 6일  | 8.5%           | 8.0%         | 9.8%           | 9.3%         |
| 제2회  | 8월 7일  | 11.5%          | 12.4%        | 12.1%          | 12.8%        |
| 제3회  | 8월 13일 | 8.5%           | 8.6%         | 8.0%           | 8.1%         |
| 제4회  | 8월 14일 | 9.9%           | 10.4%        | 8.2%           | 8.7%         |
| 제5회  | 8월 20일 | 9.6%           | 9.8%         | 9.7%           | 9.9%         |
| 제6회  | 8월 21일 | 10.5%          | 10.6%        | 9.3%           | 9.7%         |
| 제7회  | 8월 27일 | 9.7%           | 10.4%        | 9.1%           | 9.8%         |
| 제8회  | 8월 28일 | 11.2%          | 11.2%        | 9.8%           | 10.2%        |
| 제9회  | 9월 3일  | 10.4%          | 11.5%        | 9.9%           | 10.5%        |
| 제10회 | 9월 4일  | 10.3%          | 10.2%        | 9.3%           | 9.3%         |
| 제11회 | 9월 10일 | 9.3%           | 9.0%         | 7.7%           | 7.8%         |
| 제12회 | 9월 17일 | 9.9%           | 9.8%         | 9.0%           | 8.9%         |
| 제13회 | 9월 18일 | 11.0%          | 10.6%        | 10.3%          | 10.9%        |
| 제14회 | 9월 24일 | 10.4%          | 10.7%        | 9.2%           | 9.4%         |
| 제15회 | 9월 24일 | 10.2%          | 10.5%        | 9.3%           | 9.6%         |
| 제16회 | 9월 25일 | 11.5%          | 12.3%        | 11.3%          | 11.6%        |

## OST

### Part.1
| #  | 제목                                        | 작사   | 작곡   | 재생 시간 |
| -- | ------------------------------------------- | ------ | ------ | --------- |
| 1. | 〈Smile Again〉 (레드애플)                  | 표건수 | 표건수 |           |
| 2. | 〈해운대 연인들〉 (남규리)                  | Minuki | Minuki |           |
| 3. | 〈Smile Again (Chorus) (Inst.)〉 (레드애플) |        | 표건수 |           |

### Part.2
| #  | 제목                             | 재생 시간 |
| -- | -------------------------------- | --------- |
| 1. | 〈이별이 온다〉 (강민경)         |           |
| 2. | 〈Hello Boy〉 (Bebop)            |           |
| 3. | 〈이별이 온다 (Inst.)〉 (강민경) |           |
| 4. | 〈Hello Boy (Inst.)〉 (Bebop)    |           |

## 같이 보기
- 골든 타임 (MBC, 2012년 7월 9일 ~ 2012년 9월 25일)
- 신의 (SBS, 2012년 8월 13일 ~ 2012년 10월 30일)